# Campeonato Mundial de Esgrima de 1973
El XXXIX Campeonato Mundial de Esgrima se celebró en Gotemburgo (Suecia) entre el 10 y el 24 de junio de 1973 bajo la organización de la Federación Internacional de Esgrima (FIE) y la Federación Sueca de Esgrima.

## Medallistas

### Masculino
| Evento              | Oro                                                                                  | Plata                                                                                      | Bronce                                                                                                  |
| ------------------- | ------------------------------------------------------------------------------------ | ------------------------------------------------------------------------------------------ | --- |
| Florete individual  | Christian Noël Francia                                                               | Yuri Chizh URSS                                                                            | Jenő Kamuti · Hungría                                                                                   |
| Florete por equipos | Vasili Stankovich Vladimir Denisov Yuri Chizh Serguei Isakov Anatoli Koteshev URSS   | Thomas Bach Matthias Behr Harald Hein Klaus Reichert Thomas Jäger RFA                      | Marek Dąbrowski · Witold Woyda · Leszek Martewicz · Lech Koziejowski · Jerzy Kaczmarek · Polonia        |
| Espada individual   | Rolf Edling · Suecia                                                                 | Hans Jacobson · Suecia                                                                     | John Pezza · Italia                                                                                     |
| Espada por equipos  | Reinhold Behr Joachim Peter Hans-Jürgen Hehn Joseph Szepesi Harald Hein RFA          | Sándor Erdős · Csaba Fenyvesi · Győző Kulcsár · Pál Schmitt · István Osztrics · Hungría    | Igor Valetov Viktor Modzolevski Boris Lukomski Ashot Karaguian Serguei Paramonov URSS                   |
| Sable individual    | Mario Aldo Montano · Italia                                                          | Viktor Sidiak URSS                                                                         | Vladimir Nazlymov URSS                                                                                  |
| Sable por equipos   | Tamás Kovács · Attila Kovács · Péter Marót · Pál Gerevich · Ferenc Hammang · Hungría | Viktor Sidiak Vladimir Nazlymov Eduard Vinokurov Viktor Krovopuskov Vladimir Pavlenko URSS | Mario Aldo Montano · Rolando Rigoli · Michele Maffei · Cesare Salvadori · Mario Tullio Montano · Italia |

### Femenino
| Evento              | Oro                                                                                            | Plata                                                                                       | Bronce                                                                            |
| ------------------- | ---------------------------------------------------------------------------------------------- | ------------------------------------------------------------------------------------------- | --------------------------------------------------------------------------------- |
| Florete individual  | Valentina Nikonova URSS                                                                        | Ildikó Schwarczenberger · Hungría                                                           | Ildikó Rejtő · Hungría                                                            |
| Florete por equipos | Ildikó Bóbis · Mária Szolnoki · Ildikó Rejtő · Ildikó Schwarczenberger · Magda Maros · Hungría | Soya Guerasinskaya Olga Kniazeva Valentina Nikonova Valentina Burochkina Yelena Belova URSS | Ana Pascu Ecaterina Stahl Suzana Ardeleanu Magdalena Bartoș Ileana Gyulai Rumania |

## Medallero
| Núm. | País    | Oro | Plata | Bronce | Total |
| ---- | ------- | --- | ----- | ------ | ----- |
| 1    | URSS    | 2   | 4     | 2      | 8     |
| 2    | Hungría | 2   | 2     | 2      | 6     |
| 3    | RFA     | 1   | 1     | 0      | 2     |
| 3    | Suecia  | 1   | 1     | 0      | 2     |
| 5    | Italia  | 1   | 0     | 2      | 3     |
| 6    | Francia | 1   | 0     | 0      | 1     |
| 7    | Polonia | 0   | 0     | 1      | 1     |
| 7    | Rumania | 0   | 0     | 1      | 1     |
|      | TOTAL   | 8   | 8     | 8      | 24    |